# Sharon Salzberg
Sharon Salzberg (née en 1952 à New York) est une enseignante américaine de méditation bouddhique dans la tradition Theravâda, écrivaine, autrice de plusieurs ouvrages sur la méditation,,.

## Biographie
Sharon Salzberg est née à New York dans une famille juive. Elle a une enfance difficile, marquée d'abord l'abandon de la famille par son père suivi du divorce de ses parents, alors qu'elle n'a que quatre ans. Cinq ans plus tard, elle perd et va vivre avec ses grands-parents paternels. Elle a onze ans quand son père revient vivre chez ses propres parents, et donc auprès de sa fille. Mais à peine six semaines après ce retour, il tente de se suicider. D'abord hospitalisé, il est placé dans un hôpital psychiatrique, qu'il ne quittera pas jusqu'à sa mort. 
En 1969, alors qu'elle est en deuxième année à l'Université d'État de New York à Buffalo, Salzberg découvre le bouddhisme lors d'un cours sur la philosophie asiatique. L'année suivante, elle entreprend un voyage d'étude indépendant en Inde et, en janvier 1971, elle participe à son premier cours intensif de méditation à Bodhgaya. Par la suite, elle cherche à approfondir cette pratique et rencontre finalement, toujours en 1971, S.N. Goenka. Lors de la première retraite qu'elle suit avec lui, elle rencontre plusieurs personnes qui deviendront des collègues et des amis, parmi lesquels Joseph Goldstein, Ram Dass, Daniel Goleman. 
Elle rentre aux États-Unis en 1974, termine ses études, et  commence à enseigner la méditation vipassana, cofondant cette même année, avec Jack Kornfield et Joseph Goldstein, l'Insight Meditation Society (en) (IMS) à Barre (Massachusetts). En 1989, elle fonde avec J. Goldstein le Barre Center for Buddhist Studies (en), et en 1998, le Forest Refuge, un centre pour retraites de méditation de longue durée. 

## Œuvre

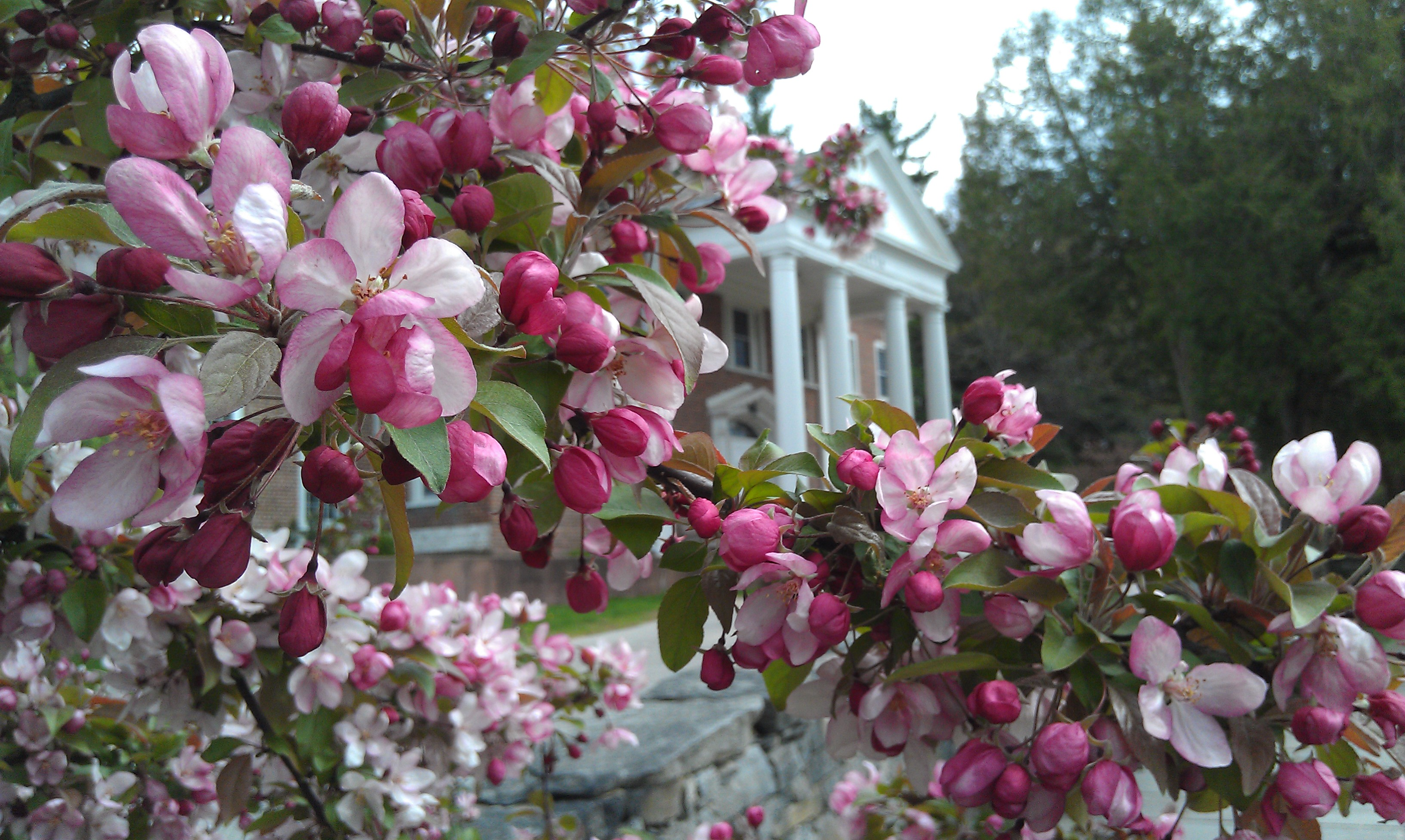
Entrée de l'Insight Meditation Center. Sur l'architrave, à l'axe entre les deux séries de colonnes, le mot « Metta », signe de l'importance de cette notion pour S. Salzberg et les fondateurs du centre.

Sharon Salzberg a écrit plusieurs ouvrages sur le bouddhisme et la méditation. Elle met l'accent sur la vipassanā (« vision pénétrante ») et la mettā (la bienveillance universelle) et dirige depuis des retraites de méditation dans le monde entier,. Elle a d'ailleurs beaucoup travaillé ces deux aspects entre 1985 et 1991 auprès de U Pandit, un maître bouddhiste birman de l'école theravâda, réputé pour être très exigeant avec ses élèves.  
Les méthodes de Sharon Salzberg prennent leur origine dans la tradition bouddhiste theravâda. Elle a écrit plusieurs ouvrages et produit des cours audio sur la méditation. Son premier livre, Lovingkindness: The Revolutionary Art of Happiness, paraît en 1995 — et il reste son titre le plus connu. Parmi ceux qui suivent, mentionnons A Heart as Wide as the World (1999), Real Happiness. The Power of Meditation (2010). Ce dernier apparaît sur la New York Times Best-Seller list en 2011. Certains de ses livres sont traduits en français. 

### Ouvrages traduits en français
- Un cœur vaste comme le monde. Vivre avec conscience, sagesse et compassion (trad.  Bernard Dubant), Paris, Courrier du livre, 1998 [1997], 264 p. (ISBN 978-2-702-90370-4)
- Apprentissage de la méditation. Comment vivre dans la plénitude (trad. Patricia Lavigne; préface de Fabrice Midal), Paris, Belfond, 2013 [2010] (ISBN 978-2-714-45312-9)
- L'amour qui guérit (trad. Patricia Lavigne ; préface de Jon Kabat-Zinn ; avant-propos de Matthieu Ricard), Paris, Belfond, 2015 [1995] (ISBN 978-2-714-45693-9), rééd. Pocket, 2016, 288 p. (ISBN 978-2-266-26523-2)
- Comment s'ouvrir à l'amour véritable. Apprendre à aimer, apprendre à s'aimer  (trad. Patricia Lavigne, préface de Fabrice Midal), Paris, Belfond, 2018, 352 p. (ISBN 978-2-714-47620-3) rééd. Pocket, 2019, 456 p.  (ISBN 978-2266293341)